# 今治彦
今 治彦（こん はるひこ、1910年（明治43年）8月17日 - 没年不明）は、日本のフィールドホッケー選手。

## 経歴
東京生まれ。早稲田大学出身。日本のフィールドホッケーチームのメンバーで、1932年ロサンゼルスオリンピックに出場し、銀メダルを獲得した。フォワードとして2試合出場した。